# Mycetophila neoconjuncta
Mycetophila neoconjuncta är en tvåvingeart som beskrevs av Duret 1987. Mycetophila neoconjuncta ingår i släktet Mycetophila och familjen svampmyggor. Inga underarter finns listade i Catalogue of Life.